# ニルソン・ロヨラ
ニルソン・ロヨラ(Nilson Evair Loyola Morales，1994年10月26日 - )は、ペルー・リマ出身のサッカー選手。プリメーラ・ディビシオン・スポルティング・クリスタル所属。ポジションはディフェンダー。

## 経歴

### クラブ
スポルティング・クリスタルのユースチームに2004年に入団し、フォワードとしてプレーしていた。その後、左のウィングにコンバートされ、2013年にクラブを退団した。
2014年1月、メルガルに加入し、当初はリザーブチームでプレーしていた。2月22日、スポルト・ワンカヨ戦でトップチームデビューを果たした。その後は、リザーブチームでプレーしていたが、プリメーラ・ディビシオンの優勝決定戦のレアル・ガルシラソ戦に出場し、優勝に貢献した。
2016年シーズンは、フアン・レイノソ・グズマン監督によって正式にトップチームに昇格し、レギュラーに定着した。2016年5月18日、古巣スポルティング・クリスタル戦で初得点を記録した。

### 代表
2016年8月22日、リカルド・ガレカ監督によってFIFAワールドカップ予選のボリビア戦とエクアドル戦に向けたペルー代表に召集された。2016年11月11日、パラグアイ戦で途中出場し、代表デビューした。2016年11月16日、ブラジル戦で初先発した
。
2018 FIFAワールドカップに出場するペルー代表の本大会メンバーに選出された。

## 代表歴

### 出場大会
- ペルー代表
  - 2018 FIFAワールドカップ

### 試合数
- 国際Aマッチ 10試合 0得点（2016年-）[9]

| ペルー代表 | 国際Aマッチ | 国際Aマッチ |
| 年         | 出場        | 得点        |
| ---------- | ----------- | ----------- |
| 2016       | 2           | 0           |
| 2017       | 1           | 0           |
| 2018       | 3           | 0           |
| 2019       | 0           | 0           |
| 2020       | 0           | 0           |
| 2021       | 0           | 0           |
| 2022       | 3           | 0           |
| 2023       | 1           | 0           |
| 通算       | 10          | 0           |

## タイトル
FBCメルガル
- プリメーラ・ディビシオン：1回 (2015)